# Aetideopsis carinata
Aetideopsis carinata är en kräftdjursart som beskrevs av Edward Bradford 1969. Aetideopsis carinata ingår i släktet Aetideopsis och familjen Aetideidae. Inga underarter finns listade i Catalogue of Life.